# Порздня
Порздня, Порзднянка, Свободка — река в России, протекает в Лухском районе Ивановской области. Устье реки находится в 35 км по левому берегу реки Добрица. Длина реки составляет 26 км, площадь водосборного бассейна — 179 км². В верховьях также называется Свободка.
Река начинается у посёлка Афонино. Течёт на запад, потом поворачивает на северо-запад, а в нижнем течении на северо-восток. Долина реки плотно заселена, по берегам расположены многочисленные деревни и сёла, крупнейшее из которых — село Порздни. Притоки — Усеха, Венаш, Крапивенка, Скаредовка (все — левые). Река впадает в Добрицу у села Сваруха, ширина реки в устье — 10 метров.

## Данные водного реестра
По данным государственного водного реестра России относится к Окскому бассейновому округу, водохозяйственный участок реки — Клязьма от города Ковров и до устья, без реки Уводь, речной подбассейн реки — бассейны притоков Оки от Мокши до впадения в Волгу. Речной бассейн реки — Ока.
По данным геоинформационной системы водохозяйственного районирования территории РФ, подготовленной Федеральным агентством водных ресурсов:
- Код водного объекта в государственном водном реестре — 09010301112110000033716
- Код по гидрологической изученности (ГИ) — 110003371
- Код бассейна — 09.01.03.011
- Номер тома по ГИ — 10
- Выпуск по ГИ — 0